# Wendy Hiller
Wendy Margaret Hiller (Bramhall, Stockport; 15 de agosto de 1912 – Beaconsfield; 14 de mayo de 2003) fue una distinguida actriz teatral y cinematográfica británica, ganadora de un Óscar. Disfrutó de una carrera interpretativa variada que duró casi sesenta años. A pesar de sus notables actuaciones para el cine, ella eligió principalmente ser actriz de teatro.

## Biografía
Nacida en Bramhall, Stockport, condado de Cheshire, era hija de Frank Watkin Hiller, un fabricante de algodón de Mánchester, y de Marie Stone. Hiller empezó su carrera profesional como actriz teatral en Mánchester en los inicios de la década de 1930. Su primer éxito llegó con su interpretación de Sally Hardcastle en la versión teatral de Love on the Dole en 1934. La obra tuvo un éxito enorme, e hizo una gira por Inglaterra. Con esta obra debutó en el círculo teatral del West End londinense, representándose en 1935 en el Teatro Garrick. Se casó con su autor, el dramaturgo Ronald Gow, quince años mayor que ella, en 1937. A principios de los años cuarenta la pareja se trasladó a Beaconsfield, Buckinghamshire, donde tuvieron dos hijos, Ann (1939 – 2006) y Anthony (1942), y vivieron juntos en la casa llamada "Spindles" hasta la muerte de Gow en 1993.
A pesar de una carrera profesional muy ocupada, toda su vida estuvo interesada en el apoyo a los jóvenes actores,  apoyando a sociedades teatrales locales, así como presidiendo la Chiltern Shakespeare Company hasta el momento de su fallecimiento. Enferma crónica, finalmente hubo de retirarse de la actuación en 1992. Pasó su última década de vida en un tranquilo retiro en su domicilio en Beaconsfield, donde falleció por causas naturales a los 90 años de edad.
Considerada como uno de los grandes talentos dramáticos del Reino Unido, se le otorgó el grado de OBE en 1971, y ascendida a Dama Comandante (DBE) en 1975. En 1996, Wendy Hiller fue galardonada por el London Film Critics Circle con el Premio Dilys Powell por su contribución al cine británico.

## Carrera teatral
La gran popularidad de Love on the Dole llevó la representación a Nueva York en 1936, donde su actuación llamó la atención de George Bernard Shaw. Shaw la escogió para actuar en varias de sus obras, incluyendo Saint Joan, Pigmalión y Major Barbara, y su influencia en su temprana carrera es clara, siendo reputada como la actriz favorita de Shaw. A diferencia de otras actrices teatrales de su generación, ella representó poco a Shakespeare, prefiriendo a dramaturgos más modernos, como Henrik Ibsen y adaptaciones de novelas de Henry James y Thomas Hardy, entre otros.
En el transcurso de su carrera teatral, Wendy Hiller ganó el favor de la crítica y del público tanto en Londres como en Nueva York. Tras hacer una gira por Inglaterra con el papel de Viola en Noche de Reyes (1943), volvió al West End para ser dirigida por John Gielgud en Cradle Song (Apollo, 1944). La serie de éxitos continuó con The First Gentleman (Savoy, 1945), junto a Robert Morley, Playboy of the Western World (Bristol Old Vic, 1946) y Tess of the d'Urbervilles (Bristol Old Vic, 1946), que fue adaptada al teatro por su marido Ronald Gow.
En 1947, Wendy Hiller originó el papel de Catherine Sloper de The Heiress en Broadway. En la obra, basada en la novela de Henry James Washington Square, también actuaba Basil Rathbone como su padre. La producción disfrutó de un año de representaciones en el Teatro Biltmore de Nueva York, y sería su mayor triunfo en Broadway. Olivia de Havilland posteriormente ganaría el Oscar por este papel en la versión cinematográfica de 1949. Tras su vuelta a Londres, Hiller volvió a interpretar el papel en el West End en 1950.
Su trabajo teatral siguió siendo prioritario y continuó con Ann Veronica (Piccadilly, 1949), que fue otra colaboración con Gow, que escribió la obra con su mujer en el papel principal. Estuvo dos años con el título de N.C. Hunter Waters of the Moon (Haymarket, 1951-52), trabajando con Sybil Thorndike y Edith Evans. Una temporada en el Teatro Old Vic en 1955-56 supuso una notable actuación como Portia en Julio César, entre otras obras. Otros trabajos teatrales de esta época fueron The Night of the Ball (New Theatre, 1955), la nueva obra de Robert Bolt Flowering Cherry (Haymarket, 1958, 1959 Broadway), The Wings of the Dove (Lyric, 1963), A Measure of Cruelty (Birmingham Repertory, 1965), The Sacred Flame (Duke of York's Theatre, 1967) con Gladys Cooper y The Battle of Shrivings (Lyric, 1970) con John Gielgud.
En 1957, Wendy Hiller volvió a Nueva York para hacer el papel de Josie Hogan en la obra de Eugene O'Neill A Moon for the Misbegotten, una actuación que le supuso la nominación para los Premios Tony como mejor actriz dramática. La representación también incluía a Cyril Cusack y Franchot Tone. Su última actuación en Broadway fue como Miss Tina en la adaptación de la novela de Henry James llevada a cabo en 1962 por Michael Redgrave Los papeles de Aspern, 
Según maduraba, demostraba una gran afinidad a las obras de Henrik Ibsen, como Al despertar de nuestra muerte (Cambridge, 1968), Espectros (Edinburgh, 1972), Peer Gynt (BBC, 1972) y Juan Gabriel Borkman (Old Vic, 1975), en la cual trabajaba con Ralph Richardson y Peggy Ashcroft. Un posterior éxito en el West End fue su interpretación de María de Teck en Crown Matrimonial (Haymarket, 1972). Hacia el final de su carrera reinterpretó algunas obras tempranas, como las reposiciones de Waters of the Moon (1977 Chichester Festival, Haymarket, 1978) con Ingrid Bergman y Los papeles de Aspern (Haymarket, 1984) con Vanessa Redgrave. Estaba previsto que volviera al teatro americano en la reposición en 1982 de Anastasia, con Natalie Wood, pero la muerte de Wood acaeció semanas antes de iniciar los ensayos. Hiller hizo su última actuación en el West End con el papel principal de Driving Miss Daisy (Apollo, 1988).

## Carrera cinematográfica
Por insistencia de Shaw, interpretó a Eliza Doolittle en la película Pigmalión (1938), con Leslie Howard como Profesor Higgins. Esta actuación le supuso su primera nominación al Oscar y fue uno de sus papeles más famosos. Además, fue la primera vez que una actriz británica trabajando en una película británica conseguía dicha nominación. También fue la primera vez en la que una actriz maldecía en una escena cinematográfica británica. Después siguió otro éxito con otra adaptación de Shaw, Major Barbara, con Rex Harrison y Robert Morley, en 1941. El equipo formado por Powell y Pressburger firmó con ella para rodar en 1943 la película The Life and Death of Colonel Blimp, pero se vio forzada a abandonar el proyecto a causa de su embarazo, consiguiendo finalmente el papel Deborah Kerr. Determinados en trabajar con Hiller, la pareja consiguió que actuara junto a la estrella de Colonel Blimp, Roger Livesey, en la película de 1945 I Know Where I'm Going!, que se convirtió en un clásico del cine británico.
A pesar de su temprano éxito en el cine y de las ofertas llegadas desde Hollywood, ella volvió al teatro después de 1945 y solo aceptaba papeles cinematográficos de manera ocasional. Con su vuelta al cine en la década de 1950, trabajó en la película de Carol Reed Outcast of the Islands (1952). En esa época ya interpretaba personajes secundarios y maduros, como en Sailor of the King (1953) y Something of Value (1957), donde era una víctima del levantamiento Mau Mau. Ganó el Oscar a la mejor actriz de reparto en 1959 por la película Separate Tables (1958), donde interpretaba a una solitaria gerente de hotel y pareja de Burt Lancaster. Recibió una tercera nominación al Oscar por su interpretación de la simple pero digna Lady Alice More, junto a Paul Scofield en el papel de Tomás Moro, en A Man for All Seasons (1966). Retomó su papel del teatro londinense en Toys in the Attic (1963), con el cual ganó una nominación al Globo de Oro a la mejor actriz de reparto como la hermana soltera de Dean Martin y Geraldine Page.
Su retrato de la dominante y posesiva madre en Sons and Lovers (1960) le valió una nominación a los Premios BAFTA como mejor actriz secundaria. Por otra parte, la interpretación de una princesa rusa en el gran éxito comercial Asesinato en el Orient Express (1974), le valió el reconocimiento internacional y el Evening Standard British Film Award como mejor actriz. Otros papeles notables incluyen el de una refugiada judía en Voyage of the Damned (1976) y la formidable matrona del Hospital de Londres en The Elephant Man (1980).

### Filmografía
| Año  | Título                                                                     | Personaje                    | Observaciones                                                                           |
| ---- | -------------------------------------------------------------------------- | ---------------------------- | --------------------------------------------------------------------------------------- |
| 1937 | Lancashire Luck                                                            | Betty Lovejoy                |                                                                                         |
| 1938 | Pygmalion (Pigmalión)                                                      | Eliza Doolittle              | Nominada - Óscar a la mejor actriz                                                      |
| 1941 | Major Barbara                                                              | Major Barbara                |                                                                                         |
| 1945 | I Know Where I'm Going!                                                    | Joan Webster                 |                                                                                         |
| 1952 | Outcast of the Islands (El desterrado de las islas)                        | Mrs. Almayer                 |                                                                                         |
| 1953 | Sailor of the King                                                         | Lucinda Bentley              |                                                                                         |
| 1957 | Something of Value (Sangre sobre la tierra)                                | Elizabeth McKenzie Newton    |                                                                                         |
| 1957 | How to Murder a Rich Uncle                                                 | Edith Clitterburn            |                                                                                         |
| 1958 | Separate Tables (Mesas separadas)                                          | Pat Cooper                   | Óscar a la mejor actriz de reparto Nominada - Globo de Oro a la mejor actriz de reparto |
| 1960 | Sons and Lovers                                                            | Gertrude Morel               | Nominada - Premios BAFTA                                                                |
| 1963 | Toys in the Attic                                                          | Anna Berniers                | Nominada - Globo de Oro a la mejor actriz de reparto                                    |
| 1966 | A Man for All Seasons                                                      | Alice More                   | Nominada - Oscar a la mejor actriz de reparto                                           |
| 1974 | Asesinato en el Orient Express                                             | Princesa Dragomiroff         |                                                                                         |
| 1976 | Voyage of the Damned                                                       | Rebecca Weiler               |                                                                                         |
| 1979 | The Cat and the Canary                                                     | Allison Crosby               |                                                                                         |
| 1980 | The Elephant Man (El hombre elefante)                                      | Mothershead                  |                                                                                         |
| 1981 | Miss Morison's Ghosts                                                      | Miss Elizabeth Morison       |                                                                                         |
| 1982 | Making Love (Su otro amor)                                                 | Winnie Bates                 |                                                                                         |
| 1983 | Attracta                                                                   | Attracta                     |                                                                                         |
| 1987 | The Lonely Passion of Judith Hearne (La solitaria pasión de Judith Hearne) | Tía D'Arcy                   |                                                                                         |
| 1992 | The Countess Alice                                                         | Condesa Alice von Holzendorf |                                                                                         |

## Carrera televisiva
Hiller hizo numerosas actuaciones televisivas, tanto en el Reino Unido como en los Estados Unidos. En las décadas de 1950 y 1960, trabajó en episodios de series dramáticas americanas tales como Studio One y Alfred Hitchcock Presents. En 1965, protagonizó un episodio de la serie Profiles in Courage. En el Reino Unido, en los sesenta, participó en la serie dramática Play of the Month, Play for Today así como en el programa infantil Jackanory, leyendo las historias de Alison Uttley.
En los años 70 y 80, actuó en muchas películas para televisión, incluyendo sus papeles como Duquesa de York en la producción de la BBC Shakespeare Richard II (1978), y como académica de Oxford en Miss Morrison's Ghosts (1981). Otras películas de interés fueron las dramatizaciones de la BBC Only Yesterday (1986) y All Passion Spent (1986). Esta última producción le valió una nominación a los premios BAFTA como mejor actriz. Su última actuación fue en The Countess Alice (1992), con Zoe Wanamaker.
Otros papeles televisivos incluyen:
| Año  | Título                             | Papel               | Otras notas                           |  |
| ---- | ---------------------------------- | ------------------- | ------------------------------------- |  |
| 1969 | David Copperfield                  | Mrs. Micawber       |                                       |  |
| 1972 | Clochemerle                        | Justine Putet       |                                       |  |
| 1980 | The Curse of King Tut's Tomb       | Princesa Vilma      |                                       |  |
| 1981 | Play for Today                     | Lady Carlion        | "Country"                             |  |
| 1982 | The Kingfisher                     | Evelyn              |                                       |  |
| 1982 | Witness for the Prosecution        | Janet Mackenzie     |                                       |  |
| 1985 | The Importance of Being Earnest    | Lady Bracknell      |                                       |  |
| 1985 | The Death of the Heart             | Matchett            |                                       |  |
| 1986 | Lord Mountbatten: The Last Viceroy | Princesa Victoria   |                                       |  |
| 1986 | Only Yesterday                     | May Darley          | a partir de la novela de Julian Gloag |  |
|      | All Passion Spent                  | Lady Slane          | Nominada - Premios BAFTA              |  |
| 1987 | Anne of Avonlea                    | Mrs. Harris         | como Dama Wendy Hiller                |  |
| 1988 | A Taste for Death                  | Lady Ursula Berowne |                                       |  |
| 1989 | Ending Up                          | Adela               |                                       |  |
| 1991 | The Best Of Friends                | Laurentia McLachlan |                                       |  |

## Premios y distinciones
Premios Óscar
| Año  | Categoría               | Película              | Resultado |
| ---- | ----------------------- | --------------------- | --------- |
| 1939 | Mejor actriz            | Pigmalión             | Nominada  |
| 1959 | Mejor actriz de reparto | Mesas separadas       | Ganadora  |
| 1967 | Mejor actriz de reparto | A Man for All Seasons | Nominada  |